# Eucalyptus wetarensis
Eucalyptus wetarensis är en myrtenväxtart som beskrevs av L.D. Pryor. Eucalyptus wetarensis ingår i släktet Eucalyptus och familjen myrtenväxter. Inga underarter finns listade i Catalogue of Life.